# Longpré-les-Corps-Saints
Longpré-les-Corps-Saints är en kommun i departementet Somme i regionen Hauts-de-France i norra Frankrike. Kommunen ligger i kantonen Hallencourt som tillhör arrondissementet Abbeville. År 2022 hade Longpré-les-Corps-Saints 1 520 invånare.

## Befolkningsutveckling
Antalet invånare i kommunen Longpré-les-Corps-Saints
| Referens: INSEE |